# Heteromeringia nitida
Heteromeringia nitida är en tvåvingeart som beskrevs av Johnson 1913. Heteromeringia nitida ingår i släktet Heteromeringia och familjen träflugor. Inga underarter finns listade i Catalogue of Life.